# Road Blaster
Road Blaster (ロードブラスター?) è un videogioco arcade del 1985 sviluppato da Data East e Toei Animation. Pubblicato anche come Road Avenger o Road Prosecutor per differenziarlo dal titolo sviluppato da Atari Games RoadBlasters, il gioco è stato convertito per MSX, Sharp X1 e Sega Mega CD. Oltre ad essere incluso in una raccolta per Sega Saturn e PlayStation insieme a Cobra Command, del videogioco esiste una versione per iOS.